# Abel Decauville-Lachènée

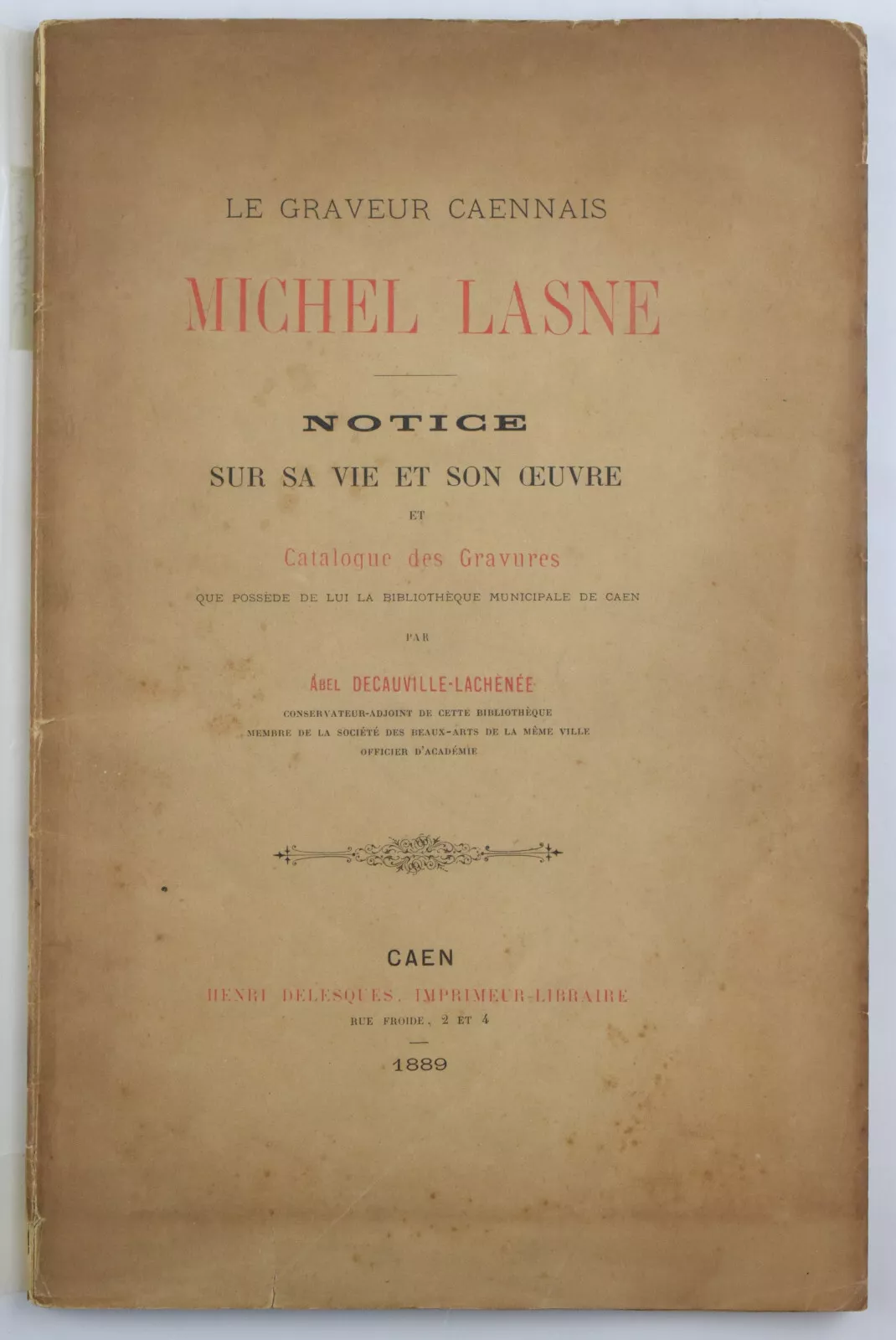
Notizen über das Leben und Werk des Kupferstechers Michel Lasne aus Caen, herausgegeben von Abel Decauville-Lachènée, 1889

Abel Decauville-Lachènée (* 1837; † um 1917) war ein französischer Bibliothekar und Herausgeber von Bibliothekskatalogen.

## Leben
Abel Decauville-Lachènée war der stellvertretende Konservator der Stadtbibliothek von Caen und veröffentlichte mehrere Kataloge über deren Bestände. Er war Mitglied der Société Des Beaux-Arts de Caen und Officier d'Académie de Caen.
Er interessierte sich wie sein Sohn Paul Decauville-Lachènée (* 1874; † 1920) für Fotografie und zitierte 1895 im Bulletin der Gesellschaft für Schöne Künste von Caen (Bulletin de la Société des Beaux-Arts de Caen, Band IX, Heft II) einen normannischen Autor aus dem 18. Jahrhundert, der veröffentlicht hatte, dass die erste Idee der Fotografie – und vor allem der Farbfotografie – auf das Jahr 1760 zurückgeht.

## Werke

### Die monumentale und malerische Normandie
Für den Calvados-Band des Buches La Normandie monumentale et pittoresque, der von Alexis Guislain Lemâle in Le Havre herausgegeben wurde und 1895 erschien, verfasste er Texte und verwendete unter anderem Fotos seines Sohns Paul Decauville-Lachènée, um die wichtigsten öffentlichen Gebäude, Kirchen, Schlösser, Herrenhäuser usw. des Départements Calvados vorzustellen. Die Illustrationen sind Heliogravüren von Paul Dujardin, die auf der Grundlage von Fotografien angefertigt wurden, die größtenteils noch erhalten sind.

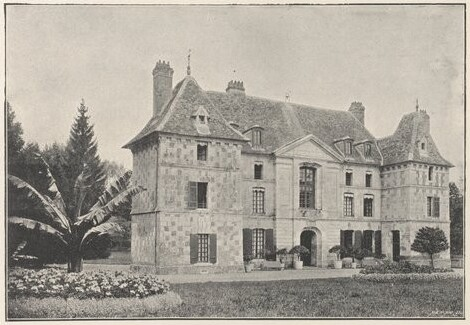
Schloss von Hermival-les-Vaux, Foto von Paul Decauville-Lachènée

Die meisten Fotografien in diesem Buch stammen von Henri Magron, Paul Robert (Fotograf der Kommission für historische Denkmäler), Jean-François Lalouette, Alexandre-Marie Descours Desacres und Alfred Monod. Die dafür angefertigten Fotos sind im Archiv des Départements Calvados als Teil eines Bestandes von etwa 470 fotografischen Originalabzügen erhalten. Die Rückseiten einiger Abzüge tragen noch die Spuren der Bearbeitung (Anmerkungen, Ausschnitte usw.).

### Weitere Veröffentlichungen
- Le Lycée et l’abbaye de St-Etienne de Caen. 9. Mai 1895.
- La Normandie monumentale et pittoresque, … Calvados. 1895.
- La Photographie pressentie et entrevue dès 1760 par le normand Tiphaigne de La Roche.
- Charlotte Corday et ses portraits et spécialement le pastel de Brard.
- Notice sur quelques reliures de la bibliothèque municipale de Caen.
- Catalogue des tableaux, gravures, objets d’art, livres, porcelaines, émaux, etc., exposés dans la salle de la collection Mancel. 1897.
- Notes sur les annalistes et auteurs de journaux de la ville de Caen, et en particulier sur le «Journal d’un bourgeois de Caen», indûment attribué à Lamare et celui du conseiller Jacques Lemarchand. H. Delesques, Caen, 1904